# Горка (сельское поселение Высоково)
Горка — деревня в Рамешковском районе Тверской области.

## География
Находится в восточной части Тверской области на расстоянии приблизительно 2 км на северо-запад по прямой от районного центра поселка Рамешки.

## История
Отмечалась в 1627—1629 годах как пустошь. В 1859 году в государственной русской деревне Горка — 12 дворов; в 1887 — 15, в 1936 — 32 хозяйства. В 2001 году в деревне 17 домов постоянных жителей, 7 домов — собственность наследников и дачников. В советское время работали колхозы «Культура», «Новая жизнь» и «Трудовик». До 2021 входила в сельское поселение Высоково Рамешковского района до их упразднения.

## Население
Численность населения: 74 человека (1859 год), 112 (1887), 167 (1936), 29 (1989), 35 (русские 94 %) в 2002 году, 23 в 2010.